# Wiedergabe des Nahostkonflikts in den Medien
Die Wiedergabe des Nahostkonflikts in den Medien gilt bei beiden Seiten als voreingenommen. Die Berichterstattung über den Nahostkonflikt, speziell über den israelisch-palästinensischen Konflikt, hat zu mehr Rügen als bei jedem anderen Thema, das in den Medien behandelt wird, sowie zu einer Vielzahl von Watchdog groups auf beiden Seiten geführt, die investigativen Journalismus betreiben.

## Arten von Voreingenommenheit
Voreingenommenheit in Print- und elektronischen Medien kann beispielsweise auf folgende Arten zum Ausdruck kommen:

### Wortwahl, emotionale Sprache
Die Wortwahl beeinflusst die Interpretation eines bestimmten Ereignisses. Im israelisch-palästinensischen Konflikt ist die Wahl gewisser Ausdrücke ein Hinweis auf eine bestimmte Haltung, beispielsweise werden die Westbank und der Gazastreifen je nachdem als „umstrittene Gebiete“ bzw. „besetzte Gebiete“ bezeichnet. Die israelischen Sperranlagen im Westjordanland erscheinen je nachdem als „Sicherheitszaun“ bzw. „Apartheidmauer“, und Terrorist bzw. Freiheitskämpfer kann je nach Sichtweise zur Bezeichnung derselben Person dienen. Ein Attentat kann je nach Einstellung als eine „Reaktion“ bzw. „Vergeltungsmaßnahme“ umschrieben werden.
In einer Studie über die Wiedergabe von Fernsehnachrichten der BBC dokumentierte die Glasgow Media Group Unterschiede bei der journalistischen Verwendung von Ausdrücken für Israelis und Palästinenser. In der Studie wurde nachgewiesen, dass Ausdrücke wie „grausam“, „brutaler Mord“, „Massenmord“, „kaltblütiges Töten“, „Lynchen“ und „Gemetzel“ für die Beschreibung der Taten von Palästinensern, jedoch nicht von Israelis benutzt wurden. „Terrorist“ wurde oftmals zur Bezeichnung von Palästinensern oder Zivilisten verwendet.
Andererseits wurde in Berichten über eine israelische Gruppe, die einen Angriff auf eine palästinensische Schule versuchte, diese als „Extremisten“ oder Mitglieder einer „Bürgerwehr“ bezeichnet, jedoch nicht als „Terroristen“.

### Weglassung
Die Weglassung von bestimmten Informationen kann die Darstellung von Ereignissen zugunsten einer bestimmten Seite beeinflussen. Beispiele für den israelisch-palästinensischen Konflikt:
- Ein Artikel erwähnt sowohl ein palästinensisches Selbstmordattentat in Israel sowie einen israelischen Angriff in der Westbank.
- Ein Artikel erwähnt nur das palästinensische Selbstmordattentat.
- Ein Artikel erwähnt nur den israelischen Angriff.

Proisraelischer Standpunkt
In ihrem Artikel “Critical Thinking: Can You Trust Everything You Read?” („Kritisches Denken: Kann man allem, was man liest, Vertrauen schenken?“) erläutert die Organisation CAMERA:

„Sachfehler können auf einer Auslassung oder einer Angabe falscher Aussagen beruhen.“

In ihrem Artikel „Understanding Bias“ stellt die Organisation HonestReporting folgende Fragen zur Auslassung von Informationen:
1. „War die Berichterstattung einseitig und unausgewogen?“
2. „Fehlten Schlüsselinformationen (selektive Auslassung)?“

Propalästinensischer Standpunkt
In einer Studie aus dem Jahre 2001 der Organisation FAIR erwähnten nur 4 % der Medien in den USA die Tatsache der israelisch besetzten Gebiete. Laut einer aktualisierten Fassung der Studie ist dieser Prozentsatz auf 2 % der Medien zurückgegangen. Die Angaben von 2001 werden auch im Film Peace, Propaganda and the Promised Land wiedergegeben.
In einem "Quick sheet" zur Medienkritik stellt Palestine Media Watch folgende Fragen zur Auslassung von Informationen:
1. „Wie oft wurden Berichte/Befunde/Resolutionen der UNO erwähnt?“
2. „Wie oft wurden Berichte/Befunde/Aussagen zu Menschenrechten erwähnt?“
3. „Wurden in der Berichterstattung offizielle palästinensische Dementis/Hinweise auf Unkenntnis und Unschuld bei gewalttätigen Handlungen erwähnt?“
4. „Wurden in der Berichterstattung offizielle israelische Dementis/Hinweise auf Unkenntnis und Unschuld bei gewalttätigen Handlungen erwähnt?“

### Fehlende Prüfung des Wahrheitsgehalts
Gemäß dem Pressekodex sind „Nachrichten und Informationen auf ihren Wahrheitsgehalt zu prüfen. Ihr Sinn darf durch Bearbeitung, Überschrift oder Bildbeschriftung weder entstellt noch verfälscht werden“. Durch die Prüfung des Wahrheitsgehaltes „unterscheidet sich der Journalismus von anderen Arten der Kommunikation, wie Propaganda, Fiktion oder Unterhaltung“. Der Sachverhalt der fehlenden Prüfung des Wahrheitsgehaltes impliziert die Publikation von Informationen aus möglicherweise unzuverlässigen Quellen, bevor die Tatsachen (falls überhaupt) von einer unabhängigen Stelle bestätigt werden, und hat zu zahlreichen Skandalen geführt. Beispiele aus dem israelisch-palästinensischen Konflikt:
- In den ersten Medienberichten über die Kämpfe in Jenin vom 1. bis 11. April 2002 stand, dass Israel Hunderte von palästinensischen Zivilpersonen „massakriert“ hätte.[8][9][10] Nach späteren Untersuchungen der UNO und der Organisation Human Rights Watch wurde die Gesamtzahl palästinensischer Todesopfer auf 52 geschätzt (darunter 22 bis 26 Zivilopfer) und vorherige Aussagen dementiert, wonach ein Massaker stattgefunden habe.[11][12][13][14][15]
- Der Angriff des Islamischen Dschihad in Kirjat Arba im November 2002, der in Israel und in westlichen Medien als „Angriff auf die Route der Betenden“ bezeichnet wurde, führte zu internationalen Verurteilungen.[16][17] Laut dem Bericht der Jerusalem Post „eröffnete der Islamische Dschihad das Feuer auf Sicherheitskräfte zum Schutz jüdischer Betenden“, und gemäß Berichten in Haaretz und Jerusalem Post waren alle zwölf israelischen Todesopfer Mitglieder der Armee, des Grenzschutzes oder der Sicherheitskräfte in Hebron.[18][19]

Proisraelischer Standpunkt
In einem Artikel Atrocities of the British Press („Greueltaten der britischen Presse“) schreibt HonestReporting, dass in zahlreichen Medienveröffentlichungen „unbestätigten palästinensischen Geschichten über Verschwörungen, Massenmorde, Massengräber und Kriegsverbrechen“ sehr viel Platz eingeräumt werde.
Im Artikel Edward Said’s Documented Deceptions („Dokumentierte Täuschungen von Edward Said“) schreibt CAMERA, dass im Zusammenhang mit der Diffamierung von Israel Tatsachen ungeprüft bleiben, Anklagen unbestätigt bleiben und dass journalistische Verantwortung durch Dementis ersetzt wird.
Propalästinensischer Standpunkt
Im Artikel Coverage of the Middle East Crisis In the Opinion Pages („Berichte über die Nahostkrise auf den Meinungsseiten“) schreibt die von 2000 bis um 2009 aktive Organisation Palestine Media Watch:

„PMW hat herausgefunden, dass Tatsachen immer mehr durch unabhängige und palästinensische Quellen und Zeugen bestätigt werden und sich nicht ausschließlich auf israelische Regierungsstellen, das israelische Militär oder israelische Quellen verlassen. PMW ist der Überzeugung, dass diese Praxis konsequent fortgeführt werden sollte, sieht sich aber darin bestärkt, dass sie zunehmend ausgeübt wird. … Als Israelis eine palästinensische Mädchenschule und ein Krankenhaus angriffen, wurden sie als ‚jüdische Extremisten‘ beschrieben. Oder wenn israelische Soldaten oder jüdische Siedler Zivilpersonen töten, wird ihr Tod als ‚irrtümlich‘ beschrieben oder als Unfall auf ein ‚Kreuzfeuer‘ zurückgeführt. Diese israelischen Aussagen werden selten, wenn überhaupt, in Frage gestellt oder als überprüft bezeichnet.“

### Selektive Berichterstattung
Bei selektiver Berichterstattung wird der Wiedergabe einer bestimmten Seite vergleichsweise mehr Artikelraum bzw. Sendezeit eingeräumt.
Proisraelischer Standpunkt
In einem Artikel Understanding Bias („Verständnis der Voreingenommenheit“) stellt HonestReporting folgende Fragen bezüglich selektiver Berichterstattung:

„Wird beiden Seiten des Konflikts gleiche Sendezeit eingeräumt, oder erhält eine Seite bevorzugte Behandlung – wodurch der Position dieser Seite mehr Gewicht und Glaubwürdigkeit eingeräumt wird?“

In einer Kritik am National Public Radio schreibt CAMERA:

„[…] CAMERA fand in 350 Fällen eine auffallende Ungleichheit in der Sendezeit für israelische und proisraelische Sprecher im Vergleich zu arabischen und proarabischen Sprechern. Die proarabischen Sprecher erhielten 77 % mehr Sendezeit. […] Noch dramatischer war der Vergleich mit Segmenten, bei denen nur proarabische Sprecher zu Wort kamen und proisraelische Sprecher gänzlich ausgeschlossen waren, wogegen es bedeutend weniger Berichte ohne proarabische Sprecher gab. Fast doppelt so viele Segmente hatten ausschließlich proarabische Sprecher (41 zu 24), mit etwa vierfacher Länge (18.321 übertragene Wörter im Vergleich zu 4.934).“

Propalästinensischer Standpunkt
Propalästinensische Medienbeobachter ("Watchdog groups") gehen davon aus, dass die Medien in den USA gewalttätige Ausschreitungen gegen Palästinenser herunterspielen. Gemäß FAIR werden am National Public Radio bei Berichten über den Nahostkonflikt prozentual mehr israelische als palästinensische Opfer erwähnt.

### Unterschlagung des Kontextes
Bei der Unterschlagung des Kontextes werden Informationen weggelassen, die zum Verständnis einer Entscheidung, Handlung oder eines Ereignisses wesentlich sind. Beispiele aus dem israelisch-palästinensischen Konflikt:
- In einem Artikel über die israelischen Sperranlagen werden die Selbstmordattentate während der Zweiten Intifada nicht erwähnt.
- In einem Artikel über die Wahlen zum Palästinensischen Legislativrat 2006 wird die Korruption der Fatah nicht erwähnt.

Proisraelischer Standpunkt
Im Artikel "Objectivity & The Media: 7 Principles of Media Objectivity" („Objektivität und die Medien: Sieben Prinzipien der Medienobjektivität“) schreibt HonestReporting Folgendes:

„Wenn der passende Zusammenhang fehlt und keine vollständigen Hintergrundinformationen erteilt werden, können Journalisten das wahre Bild dramatisch verzerren.“

Im Artikel "How to Recognize Unfair Reporting" („Wie erkennt man unfaire Berichterstattung“) schreibt CAMERA:

„Werden im Artikel oder in der Sendung wesentliche Zusammenhänge und Informationen weggelassen? Dies ist oftmals ein Problem bei Berichten aus dem Nahen Osten. Schreiben Sie einen Leserbrief oder direkt an den Journalisten und/oder an die Redaktion, um den fehlenden Zusammenhang herzustellen.“

Propalästinensischer Standpunkt
In einer Studie aus dem Jahre 2001 der Organisation FAIR erwähnten nur 4 % der Medien in den USA die Tatsache der israelisch besetzten Gebiete. Laut einer aktualisierten Fassung der Studie ist dieser Prozentsatz auf 2 % der Medien zurückgegangen. Die Angaben von 2001 werden auch im Film Peace, Propaganda and the Promised Land wiedergegeben.
Eine weitere Studie von FAIR zeigt auf, dass etwa 79 % der Medien von israelischen „Vergeltungsmaßnahmen“ sprechen, im Vergleich zu nur 9 % bei den Palästinensern. Das ausgeglichenste Programm in den USA in diesem Zusammenhang ist ABC's World News Tonight, das in 21 % der Fälle palästinensische Aktionen als „Vergeltung“ bezeichnete, und das am wenigsten ausgeglichene war NBC Nightly News, in dem der Ausdruck „Vergeltung“ niemals für die palästinensische Seite verwendet wurde.
In einem "Quick sheet" zur Medienkritik stellt Palestine Media Watch folgende Fragen zur Unterschlagung des Kontextes:
1. „Wurden palästinensische Aktionen im Kontext beschrieben (z. B.: ‚Palästinenser führten einen Minenangriff aus, nachdem Israelis eine Häuserreihe niedergewalzt hatten‘)?“
2. „Wurden israelische Aktionen im Kontext beschrieben (z. B.: ‚Israelis walzten eine Häuserreihe nieder, nachdem Palästinenser einen Minenangriff ausgeführt hatten‘)?“

### Tendenziöse Berichterstattung
Anhand von Schlagzeilen wie „Israel bombardiert Hamas-Ziele in Gaza“ mit erst später im Text folgenden Klarstellungen „Israel reagiert auf den Raketenbeschuss aus dem Gazastreifen“ stellt Caroline Fetscher im Tagesspiegel fest, dass „labyrinthische Umwege und Drehungen […] solchen Zeilen voraus[gehen], Kaskaden von Stereotypen“; diese würden „so oft weitergereicht und wiederholt […], bis sie wie von allein zu entstehen, einfach selbstverständlich scheinen“. Es seien „Mikro-Antisemitismen“ mit zunehmender Tendenz.

## Gründe für Voreingenommenheit
Voreingenommenheit in gedruckten und gesendeten Medien kann auf verschiedenen Gründen beruhen, darunter:

### Ausübung von Zwang oder Zensur
Zwang oder Zensur bezieht sich auf einschüchternde Maßnahmen, um unvorteilhafte Berichte zu fördern und um unvorteilhafte Berichte zu unterdrücken. Im palästinensisch-israelischen Konflikt erklären beide Seiten die angebliche Voreingenommenheit in den Medien zugunsten der anderen Seite mit der Ausübung von Zwang oder Zensur. Zur Unterstützung dieser Behauptungen verweisen die Vertreter der israelischen Seite auf Entführungen von Auslandsreportern durch Palästinenser, während die Vertreter der palästinensischen Seite auf Medienzensur und Unterdrückung von Berichten durch Israelis verweisen. Zudem verweisen beide Seiten auf Berichte von Regierungs- und Nichtregierungsorganisationen, welche das Ausmaß der Pressefreiheit in der Region beurteilen. Siehe dazu Medien in Israel und Menschenrechte in Israel.

### Fälschung
Fälschungen umfassen beabsichtigte Falschdarstellungen, Änderungen oder Erfindungen im Rahmen einer Berichterstattung. Aufgrund der schwerwiegenden Bedeutung solcher Vorkommnisse, die den Pressekodex verletzen, werden diese von Vertretern des israelischen bzw. palästinensischen Standpunkts oft als Beispiele für Berichte über umstrittene Ereignisse zitiert, um zu beweisen, dass in den Medien die jeweils andere Seite bevorzugt wird.
Proisraelischer Standpunkt
In einem Artikel Bold Distortions and Outright Lies („Kühne Verzerrungen und offensichtliche Lügen)“ kommentierte HonestReporting die Kontroversen über Bilder aus dem Libanonkrieg 2006 wie folgt:

„Ein Photo von Reuters erweist sich als offensichtliche Lüge, manipuliert um den Schaden in Beirut viel schlimmer als in Wirklichkeit erscheinen zu lassen.“

„Der Konflikt zwischen Israel und der durch Iran unterstützten terroristischen Hisbollah hat zu solchen Formen von verzerrten und voreingenommenen Berichten geführt, wie wir sie seit Jahren nicht gesehen haben. Obwohl es erwiesen ist, dass Israel angeblich Schritte zur Vermeidung ziviler Todesopfer unternimmt, wird die israelische Armee in einigen Medien gar nicht angeklagt, unverhältnismäßige Gewalt gegenüber einer harmlosen Zivilbevölkerung anzuwenden. Eine Behauptung, die mit keinem Beweis untermauert wird, und pro israelische greifen sogar auf offensichtlichen Betrug zurück….“

Weiteres dazu siehe unter Pallywood und Kontroversen über Bilder aus dem Libanonkrieg 2006.
Propalästinensischer Standpunkt
In einem Leserbrief warf Palestine Media Watch den Medien Falschinformationen bzw. eine Berichterstattung gefälschter Informationen vor:

„Grundlegende Tatsachen werden nicht nur ignoriert, sondern gefälscht, offensichtliche, freche Lügen werden erzählt, und die Intelligenz des amerikanischen Volkes wird schamlos und wiederholt beleidigt und verletzt. Und die ganze Zeit werden die US-Medien sich nicht einfach umdrehen und halbtot spielen, wie üblich, sondern werden frohen Herzens den leichten, bequemen Ausweg akzeptieren und werden sich niemals bemühen, die naheliegenden Fragen zu stellen, werden nie auf die jahrzehntealte Vorgeschichte der Zurückweisungen durch Ariel Sharon hinweisen, auf seine offene Verweigerung, einen lebensfähigen palästinensischen Staat zu akzeptieren, seine Brutalität, seine Kriegsverbrechen und seine rücksichtslose Sabotage sämtlicher Chancen, kleinere oder größere, um den politischen Dialog zu fördern. Die Medien werden es wiederum verfehlen, einfache Punkte miteinander zu verbinden, werden nicht nach naheliegenden Mustern suchen oder welche entdecken, werden nie den Mut haben, der Realität ins Auge zu sehen, geschweige denn aus der sinnlosen Spielwiese, in welcher sie sich einzusperren beschlossen haben, auszubrechen.“

In einem Leserbrief an die Washington Post kritisierte Omar Barghouti, ein Aktivist der Organisation Palestine Media Watch, dass die erwähnte Tageszeitung gefälschte Informationen wiederholt:

„Weitgehend gestützt auf israelische Armeequellen zeichneten Keith Richburg und Lee Hockstader ein ungenaues Bild der israelischen Operation am Donnerstag, den 9. November, gegen Hussein Abayat. Die israelische Armee will, dass wir glauben, dass Herr Abayat ein führender ‚Terrorist‘ war, der es ‚verdiente‘, von Israel getötet zu werden. Der Artikel in der Washington Post hilft dabei, ein verzerrtes Bild richtig zu stellen.“

„Schon von Anfang an bezeichnet der Artikel die Operation als ‚gezielte Tötung‘, was in jedem anderen Kontext sofort und intuitiv als Mordanschlag bezeichnet würde. Wie immer erhält der Leser eine sehr vage Beschreibung des Opfers, Herrn Abayat, und nur die von israelischer Seite bereitgestellte biographische Information wird hervorgehoben. Ich habe immer die Bequemlichkeit beklagt, mit der einige Journalisten der Washington Post sich auf israelische Quellen stützen, obwohl sich ihre grobe Ungenauigkeit, wenn nicht sogar gänzliche Fälschung immer wieder erwiesen hat. Ein kurzer Blick auf die Berichte von Amnesty International, Human Rights Watch und Physicians for Human Rights – Israel wird meine Aussage bezeugen.“

### Darstellung
Proisraelischer Standpunkt
Auf einer Seite über Schlagzeilen und Grafik schreibt CAMERA Folgendes zum Thema Platzierung:

„Schlagzeilen sind die erste und manchmal die einzige Form von Nachrichten, welche die Leser sehen, und sollten das Wichtigste in Kürze wiedergeben. Sie müssen die Aufmerksamkeit des Lesers wecken und sollten gleichzeitig immer genau und spezifisch sein. Die Größe einer Schlagzeile verweist auf die Bedeutung einer Geschichte und ihre Beziehung zu anderen Geschehnissen, und auch die Art, wie aktive und passive Formen verwendet werden, beeinflusst die Wahrnehmung durch die Leser.“

In einem Artikel über „Verzerrte Darstellung des israelisch-palästinensischen Konflikts“ kritisierte CAMERA die New York Times wegen der Platzierung von Artikeln über den israelisch-palästinensischen Konflikt wie folgt:

„In einer wesentlichen Periode Ende März und Anfang April [2002], als Israel unter einer Welle von nie dagewesenem palästinensischem Terrorismus litt, worauf die israelischen Streitkräfte als Reaktion in Gebiete unter Kontrolle der palästinensischen Autonomiebehörde eindrangen, präsentierte die New York Times ein eindeutig verzerrtes Bild der Ereignisse. Der Schwerpunkt der Berichterstattung lag auf dem palästinensischen Leiden, während die israelischen Verluste fortwährend herabgesetzt wurden. Entsprechend der Anzahl und Bedeutung (nach Einschätzung der Platzierung und Größenordnung) von Artikeln und Fotos wurden Palästinenser regelmäßig als schuldlose Opfer israelischer Aggression gezeigt. Israelische Opfer wurden kaum je genannt, umso weniger porträtiert. Gastbeiträge neigten überwiegend zur Verurteilung von Israel.“

Propalästinensischer Standpunkt
Die Organisation If Americans Knew veröffentlichte einen Artikel mit der Behauptung, dass Berichte über palästinensische Todesopfer oft in den zwei letzten Abschnitten von Artikeln der New York Times platziert werden.

### Übertreibung oder Sensationalismus
Sensationalismus impliziert im Bereich der Medien eine bewusste Auswahl schockierender Ereignisse oder eine übertreibende Darstellung auf Kosten der Genauigkeit und Objektivität, um das Rating zu erhöhen. Diese Art der Darstellung wird auch als Medienhype bezeichnet und dient sowohl der israelischen als auch der palästinensischen Seite als mögliche Erklärung für eine angebliche Voreingenommenheit.
Proisraelischer Standpunkt
In einer Medienkritik unter dem Titel Neue Regeln zur Berichterstattung über den Nahen Osten schreibt die Organisation HonestReporting Folgendes über Sensationalismus:

„Jedes Medienprodukt hat seine eigenen Stilvorschriften, die möglichst fair und unparteiisch abgefasst sein sollen. Doch heutzutage scheint es oft, als ob der palästinensische Informationsminister seine Stilvorschriften an Dutzende Zeitungen und andere Medien veröffentlicht und verteilt. Seit September 2000 sind de facto neue ‚Stilvorschriften‘ für Reporter entstanden, welche über die palästinensische Gewalt gegen Israel berichten. In einigen Fällen gründen die ‚neuen Regeln zur Berichterstattung‘ auf aktuellen Richtlinien, die von Medien-Organisationen und Redaktionen herausgegeben werden. Obwohl Elemente von ‚pack journalism‘ (gleichförmige Berichterstattung mehrerer Reporter ohne originelle Gedankengänge) offensichtlich sind, steckt wahrscheinlich keine Verschwörung hinter diesen neuen Stilvorschriften. Zum größten Teil haben Reporter und Korrespondenten informell, vielleicht sogar unbewusst diese Richtlinien angenommen. Ausnahmslos richten sich die neuen Regeln gegen Israel. Zwar handelt es sich um keine ‚Verschwörung‘, doch ist eine Presse-‚Konvention‘ gegen Israel entstanden, und die Voreingenommenheit wird klar erkennbar. Bis jetzt scheint diese Voreingenommenheit die öffentliche Meinung in den USA über Israel wenig zu beeinflussen. In Europa kann es sein, dass der stärkere, schärfere Ton gegen Israel in einem großen Teil der Medien einen anderen Einfluss ausübt. Es folgen acht neue ‚Regeln‘ zur Berichterstattung über den Nahen Osten, die sich aus Hunderten von Artikeln über die neuste Gewalttätigkeit herauskristallisieren:

1. Regel. Intensität und Umfang von israelischen Militäraktionen sind zu sensationalisieren.

Israelische Aktionen sind als ‚aggressiv‘, ‚zerstörerisch‘ oder ‚intensiv‘ zu bezeichnen. Israelisches Eindringen in palästinensisches Territorium ist als ‚tief‘ zu bezeichnen, auch wenn es sich nur um knapp 300 Meter handelt. [The New York Times, 14. April 2001]
Andererseits sind palästinensische Minenangriffe als ‚unwirksam‘ oder ‚von harmloser Wirkung‘ zu beschreiben, auch wenn die Urheber böswillige Absichten hegen.“

In einem Artikel über „selektives Zitieren“ im Zusammenhang mit „Sharons Rückzug aus Gaza“ kritisierte CAMERA die Zeitung Haaretz für den Gebrauch einer Sensationsschlagzeile:

„Der ‚Teaser‘ enthielt einige ausgewählte Zitate, unter der sensationellen Überschrift: ‚Top-Aide des PM: Gaza-Plan soll Friedensprozess einfrieren.‘ … Mit diesem Teaser erhält Sensationalismus einen größeren Wert als Genauigkeit, und so praktiziert Haaretz hier unverantwortlichen Journalismus.“

Propalästinensischer Standpunkt
FAIR erklärt auf einer Seite ihrer Homepage, wie durch Sensationalismus in den Medien die Einschaltquoten und Anzahl Leserschaft erhöht werden.

### Voreingenommene Journalisten
Sowohl Vertreter des israelischen als auch des palästinensischen Standpunktes haben darauf hingewiesen, dass politische Ideologien, nationale Zugehörigkeit, Antisemitismus, Antiarabismus oder Islamophobie als Erklärung für eine angebliche Voreingenommenheit gewisser prominenter Journalisten dienen könnte.
Richard Falk, Sondergesandter des UN-Menschenrechtsrats für die palästinensischen Autonomiegebiete, hat festgestellt, dass in der medienverzerrten Darstellung des Nahostkonflikts (nach seinen Worten) ehrliche und sachliche Berichterstatter der Voreingenommenheit beschuldigt werden, während eine proisraelische Darstellung als normal gelte. Falk stellt fest, dass die Medien nicht adäquat über Völkerrechtsverletzungen durch Israel berichten würden, und folgert daraus, dass „die amerikanische Öffentlichkeit sich des Verhaltens Israels und der ungerechten Behandlung des palästinensischen Volkes nicht bewusst ist. Dies schafft eine Art Ungleichgewicht.“
In einem Artikel über die Berichterstattung der CNN-Korrespondentin Christiane Amanpour führte CAMERA ihren journalistischen Stil auf ihre politische Ideologie zurück:

„Bekannt dafür, einzufliegen, um über den neusten globalen Hotspot zu berichten, gehört Christiane Amanpour zu den weltweit berühmtesten Journalisten. Es gibt aber schon seit langem Fragen über ihre Gewohnheit, Nachrichten verzerrt darzustellen, um sie ihrer eigenen politischen Einstellung anzupassen.“

Ira Stoll von der New York Sun, früher bei der Jerusalem Post, führt angebliche Voreingenommenheit gegen Israel in den Medien teilweise auf Reporter mit jüdischem Hintergrund zurück:

„In den meisten Fällen beruht ein Mangel an Fairness und Ausgeglichenheit leider nicht auf einem bewussten Beschluss der Redaktion, den Standpunkt ihrer Zeitung für Freiheit, Demokratie und westliche Werte gegen mörderische, repressive Tyrannen durchzusetzen. Ich habe den Verdacht, dass es sich dabei um das Resultat aus vier Faktoren handelt: 1. Selbsthass und Nachgiebigkeit von jüdischen oder ehemals jüdischen Reportern, Redakteuren und Verlegern; 2. Gewöhnliche, unschuldige Sorglosigkeit und Fehler, die in jedem Bericht auftauchen können, der durch ermüdete Menschen konstruiert wird, die sich an Fristen halten müssen; 3. Strukturelle Unausgeglichenheit von Journalisten, die meistens frei und ungehindert in Israel arbeiten können, in Ländern wie Syrien und Iran jedoch strengen Beschränkungen unterworfen sind; 4. Fehlendes Verständnis des zugrundeliegenden historischen und politischen Hintergrundes.“

## Umstrittene Ereignisse
Um Behauptungen zu untermauern, dass die Medien die andere Seite bevorzugen, zitieren Konfliktteilnehmer auf beiden Seiten oft einige illustrative und extreme Beispiele kontroverser Berichterstattung. Es folgen dazu einige Beispiele umstrittener Ereignisse, die von Vertretern des israelischen Standpunktes, von Vertretern des palästinensischen Standpunktes oder auch von beiden Seiten oft zitiert werden.

### Der Tod von Muhammad al-Durrah 2000
Am 30. September 2000 wurde der etwa zwölfjährige Muhammad al-Durrah in einem palästinensisch-israelischen Kreuzfeuer an der Kreuzung bei Netzarim erschossen. Auf France 2 wurde der Vorgang auf Band aufgenommen, worauf behauptet wurde, israelisches Militär habe den Jungen erschossen. Nach einer offiziellen internen Untersuchung gab die israelische Armee zu, wahrscheinlich verantwortlich zu sein, und entschuldigte sich für die Erschießung. Al-Durrah wurde zu einem Symbol der Zweiten Intifada und des palästinensischen Märtyrertums.
Nach externen Untersuchungen wurde bezweifelt, dass der Junge von israelischen Soldaten erschossen wurde, und es kam die Vermutung auf, das Band könnte gestellt worden sein. Nach einer nicht-militärischen Untersuchung durch den Kommandanten des Südkommandos, Yom Tov Samia, stellten sowohl der Medienberater von Ariel Sharon, Raanan Gissin, als auch Daniel Seaman vom Pressebüro der israelischen Regierung die Genauigkeit des Berichts von France 2 öffentlich in Frage. 2005 nahm der Leiter des israelischen Amtes für nationale Sicherheit, Giora Eiland, das ursprüngliche Zugeständnis der Armee öffentlich zurück. Um negative Publicity und entsprechende Gegenreaktionen zu vermeiden, führte die israelische Armee ihre eigene offizielle militärische Untersuchung erst 2007 durch. Am 1. Oktober 2007 widerrief Israel offiziell die Verantwortung für die Erschießung und meinte, der Bericht von France 2 sei gestellt worden, was von al-Durrahs Vater umgehend kritisiert wurde.
Im Februar 2012 verklagte al-Durrahs Vater den israelischen Arzt David Yehudah, nachdem dieser ausgesagt hatte, dass seiner Meinung nach die von al-Durrahs Vater den Medien gezeigten Wunden von einem Angriff von Hamas-Mitgliedern herrührten, die ihn der Kollaboration mit Israel verdächtigten.
Nachdem Yehudah von einem französischen Gericht zunächst freigesprochen wurde, fällte das Pariser Appellationsgericht im selben Fall am 26. Juni 2013 ein abschließendes Urteil: Der französische Medienberater Philippe Karsenty wurde der Verleumdung für schuldig befunden und mit einer Geldstrafe von 7.000 Euro verurteilt. Karsenty hatte den Bericht über die Tötung von Mohammed als „gestellt“ bezeichnet; diese Version wurde im französischen Gerichtsurteil zurückgewiesen.

### Das Bild von Tuvia Grossman 2000
Am 30. September 2000 veröffentlichten die New York Times, Associated Press und weitere Medien ein Bild eines israelischen Polizisten, der mit einem Schlagstock neben einem misshandelten und blutenden jungen Mann stand. In der Bildlegende wurde der junge Mann als Palästinenser bezeichnet, und der Vorfall habe sich auf dem Tempelberg zugetragen. Bei dem jungen Mann handelte es sich um den 20-jährigen Tuvia Grossman, einen US-amerikanischen Juden aus Chicago, der an einer Jeschiwa in Israel studierte; der israelische Polizist, der auf dem Bild Grossman zu schlagen schien, war herbeigekommen, um ihn vor palästinensischen Angreifern zu schützen.
Am 2. Oktober 2000 sandte Grossmans Vater folgende E-Mail an die New York Times:

„Betreffend Ihr Bild auf der Seite A5 (30. Sept.) des israelischen Soldaten und des Palästinensers auf dem Tempelberg – dieser Palästinenser ist übrigens mein Sohn, Tuvia Grossman, ein jüdischer Student aus Chicago. Er und zwei seiner Freunde wurden aus einem Taxi auf der Fahrt durch Jerusalem herausgezogen, durch einen Mob palästinensischer Araber, und wurden schwer geschlagen und niedergestochen. Dieses Bild konnte nicht auf dem Tempelberg aufgenommen werden, weil es dort keine Tankstelle gibt, und ganz sicher keine mit hebräischen Buchstaben, wie die deutlich sichtbare hinter dem israelischen Soldaten, der versucht, meinen Sohn vor dem Mob zu schützen.“

Am 4. Oktober 2000 veröffentlichte die New York Times die folgende unvollständige Korrektur, in der der Tatort fehlerhaft wiedergegeben wurde:

„Eine Bildlegende der Associated Press am Samstag über Kämpfe zwischen Israelis und Palästinensern in Jerusalem enthielt eine irrtümliche Identifizierung eines verwundeten Mannes, der mit einem israelischen Polizisten gezeigt wurde. Es war Tuvia Grossman aus Chicago, ein amerikanischer Student in Israel, nicht ein unbekannter Palästinenser. In einigen Exemplaren wurde auch der Ort falsch angegeben, an dem Herr Grossman verwundet wurde. Es war in der Jerusalemer Altstadt, aber nicht auf dem Tempelberg.“

Am 7. Oktober 2000 veröffentlichte die New York Times einen Artikel über den Vorfall und veröffentlichte folgende vervollständigte Korrektur:

„Eine Bildlegende der Associated Press auf der Seite A6 am Samstag über Kämpfe zwischen Israelis und Palästinensern in Jerusalem enthielt eine irrtümliche Identifizierung eines verwundeten Mannes, der mit einem israelischen Polizisten gezeigt wurde. Es war Tuvia Grossman aus Chicago, ein Amerikaner, der an einem jüdischen Seminar in Jerusalem studiert, nicht ein unbekannter Palästinenser. In einigen Exemplaren wurde in der Bildlegende die falsche Ortsangabe der Nachrichtenagentur wiedergegeben. Der Vorfall ereignete sich in einem arabischen Quartier von Jerusalem, nicht auf dem Tempelberg oder anderswo in der Altstadt.“

„Bei einer Korrektur an dieser Stelle am Mittwoch wurden die Fehler unvollständig aufgeführt, und es fehlte eine Erklärung zum Schauplatz des Geschehens. Der Polizist drohte Palästinensern mit einem Schlagstock und wies sie an, sich von Herrn Grossman fernzuhalten. Er hat Herrn Grossman nicht geschlagen.“

„Ein Artikel über den Vorfall und das Bild erscheint heute auf der Seite A4.“

Das Bild mit Grossman erscheint seither häufig in israelischen medienkritischen Beiträgen, weil zunächst davon ausgegangen wurde, dass der Polizist, der Grossman gerettet hatte, ihn geschlagen habe, der Täter war demnach ein Israeli und das Opfer ein Palästinenser. Die Wahrheit entsprach jedoch dem Gegenteil.

### Kämpfe in Jenin 2002
Eine Woche nach dem Selbstmordattentat der Hamas am 27. März 2002 an einem Sederabend in einem Hotel in Netanya, bei dem 30 israelische Zivilisten getötet und 143 verwundet wurden, startete die israelische Armee (IDF) am 3. April eine große Operation in einem palästinensischen Flüchtlingslager in Jenin, das nach israelischen Angaben als „Ausgangspunkt für mehrere terroristische Anschläge gegen israelische Zivilisten und israelische Städte und Dörfer in der Umgebung gedient hatte“. Die Kämpfe dauerten acht Tage. Sie führten zum Tod von 52 Palästinensern (darunter gemäß IDF 14 bzw. gemäß Human Rights Watch 22 Zivilisten) und 23 israelischen Soldaten, wobei die Interpretationen auf israelischer und palästinensischer Seite sehr unterschiedlich ausfielen.
Nach Abschluss der Kämpfe sagte der palästinensische Verhandlungsleiter Saeb Erekat, dass die israelische Armee 500 Palästinenser getötet habe, und beschuldigte Israel, ein Massaker begangen zu haben. In früheren Berichten, die sich sowohl auf Meldungen der IDF (schätzungsweise 200 palästinensische Todesopfer) als auch auf palästinensische Meldungen (schätzungsweise 500 palästinensische Todesopfer) stützten, war von Hunderten palästinensischer Todesopfer die Rede, wobei wiederholt von einem Massaker gesprochen wurde. Nach späteren Ermittlungen von Human Rights Watch und Amnesty International hatte kein Massaker stattgefunden, obwohl beide Organisationen der israelischen Armee Kriegsverbrechen und Menschenrechtsverletzungen vorwarfen. Auch die UNO bezeichnete Behauptungen, dass Hunderte von Palästinensern getötet worden seien, als unbegründet, was vielerorts dahingehend interpretiert und in Berichten übernommen wurde, dass kein Massaker stattgefunden habe. Dennoch werden die Kämpfe in Jenin in palästinensischen und weiteren arabischen Quellen weiterhin oftmals als „Jenin-Massaker“ (arabisch مجزرة جنين) bezeichnet.

### Explosion am Strand von Gaza 2006
Am 9. Juni 2006 wurden durch eine Explosion an einem Strand im Gazastreifen sieben Palästinenser getötet, darunter drei Kinder. Nach palästinensischen Quellen erfolgte die Explosion aufgrund von israelischem Granatfeuer. Nach einer dreitägigen Untersuchung durch die israelische Armee (IDF) kam diese zum Schluss, dass die Explosion nicht von einem Artillerieangriff hätte stammen können. Diese Untersuchung durch die israelische Armee wurde von Human Rights Watch wie auch von The Guardian wegen Missachtung von Beweismaterial kritisiert. Die IDF gab zu, dass der Bericht zwei Geschosse aus einem Kanonenboot hätte erwähnen sollen, die etwa zum Zeitpunkt der Todesfälle abgefeuert wurden, behauptete jedoch, diese Geschosskörper seien zu weit weg vom betroffenen Bereich gelandet, um die Explosion zu verursachen, und diese Unterlassung habe keinen Einfluss auf die allgemeine Schlussfolgerung des Berichts, wonach Israel für die Explosion nicht verantwortlich gewesen sei.
Gemäß Human Rights Watch gab IDF zu, dass die Explosion eventuell durch ein nicht explodiertes 155-mm-Artilleriegeschoss aus einem früheren Beschuss oder von einer anderen Stelle aus verursacht wurde, meinte jedoch, das Geschoss sei dort möglicherweise als Sprengfalle von Palästinensern platziert worden. Eine Untersuchung durch Human Rights Watch ergab, dass die Explosion durch ein israelisches 155-mm-Artilleriegeschoss verursacht wurde, und stellte fest: „Die Splitter, der Granattrichter und die Verletzungen weisen alle auf diese Waffe als Ursache hin.“, was von CAMERA bestritten wurde.

### Kontroversen über Bilder aus dem Libanonkrieg 2006
Am 5. August 2006 beschuldigte Charles Foster Johnson auf seinem Blog Little Green Footballs Reuters, Bilder der Zerstörung Beiruts durch Israel im Zweiten Libanonkrieg unangemessen zu manipulieren. Dies war das erste von zahlreichen Beispielen, bei denen den Medien unangemessene Fotomanipulation vorgeworfen wurde. Bei einigen Medien wurden auch falsche Bildlegenden kritisiert oder dass durch unangemessene Verwendung von Requisiten Fotos gestellt worden seien. Diese Vorwürfe erschienen zunächst in der Blogosphäre und wurden später durch ein Online-Video von Aish HaTorah unter dem Titel "Photo Fraud in Lebanon" („Fotobetrug im Libanon“) erweitert. Als Reaktion darauf verschärfte Reuters die Richtlinien zur Fotobearbeitung und gab eine unangemessene Fotomanipulation durch den Freelance-Fotografen Adnan Hajj zu, der in der Folge von Reuters entlassen wurde. Als weitere Reaktion nahmen BBC die New York Times und Associated Press einige veröffentlichte Fotos zurück oder korrigierten Bildlegenden. Dieser Vorfall wurde in der Blogosphäre „Reutersgate“ genannt, in Anspielung auf die Watergate-Affäre.

### Darstellung von Samir Kuntar 2008
Am 19. Juli 2008 sendete Al Jazeera TV ein Programm aus dem Libanon über Festlichkeiten zur Begrüßung des „Heimkehrers“ Samir Kuntar, eines militanten Libanesen, der wegen mehrfachen Mordes in Israel im Gefängnis gesessen hatte, unter anderem hatte er während eines Angriffs der PLF in Israel ein vierjähriges Kind getötet. Im Programm lobte der Leiter des Beiruter Büros von Al Jazeera, Ghassan bin Jiddo, Kuntar als „pan-arabischen Helden“ und organisierte für ihn eine Geburtstagsfeier. Als Reaktion darauf drohte das Pressebüro der israelischen Regierung mit der Boykottierung des Satellitenkanals, sofern keine Entschuldigung abgegeben würde. Einige Tage später wurde vom Generaldirektor von Al Jazeera, Wadah Khanfar, ein offizielles Schreiben herausgegeben, in dem er zugab, dass das Programm den ethischen Kodex der Station verletzte und dass er den Programmdirektor des Kanals angewiesen habe, Schritte zu unternehmen, damit sich ein solcher Vorfall nicht wiederhole.

### Todesdatum eines Babys in Gaza 2012
Ein Mann aus Gaza behauptete fälschlich, sein fünfmonatiges Baby sei am 23. März 2012 verstorben, als dem Generator seines Beatmungsgeräts das Benzin ausging, infolge der Gaza-Blockade Ägyptens und des ägyptischen Abbruchs der Benzinlieferung an Gaza. Dieser Todesfall, der durch einen Gesundheitsbeamten aus Gaza „bestätigt“ wurde, wäre der erste gewesen, der in einem Zusammenhang mit der Energieknappheit des Gazastreifens stand. Der Vater des Babys, Abdul-Halim Helou, sagte, sein Sohn Mohammed sei mit einem erkrankten Lymphsystem geboren, weshalb die in seinem Atemsystem angesammelte Flüssigkeit entfernt werden musste, und dass er nur einige Monate zu leben hatte. Die Menge des benötigten Benzins sei falsch berechnet worden, und wenn sie „in einem normalen Land mit Elektrizität“ leben würden, hätte sein Sohn bessere Überlebenschancen gehabt.
Der Bericht wurde jedoch in Frage gestellt, als sich herausstellte, dass der Zeitpunkt des Todesfalls falsch angegeben war und offenbar einen Versuch der in Gaza regierenden Hamas darstellte, den Todesfall zu einem Sympathiegewinn auszunutzen.  Wie Associated Press später erfuhr, war der Tod von Mohammed Helou schon am 4. März in der arabischen Zeitung al-Quds gemeldet worden, und Hamas benutzte später diesen Vorfall offenbar, um aus der Tragödie der Familie Kapital zu schlagen. Der Artikel in al-Quds enthielt dieselben Einzelheiten wie der spätere Bericht, jedoch mit einem früheren Datum. Auf Anfrage der Associated Press bestanden die Familie und der Hamas-Vertreter Bassem al-Qadri weiterhin darauf, dass das Baby erst kürzlich gestorben sei. Die AP-Reporterin Diaa Hadid twitterte: „#Hamas hat eine Geschichte falsch dargestellt. Zwei Hamas-Vertreter haben uns irregeführt, und auch die Familie.“
Associated Press zog daraufhin die Story zurück und erklärte: „Der Bericht wurde in Frage gestellt, nachdem sich herausstellte, dass in einer Lokalzeitung der Tod des Babys am 4. März gemeldet wurde.“

## Filme
Es folgen einige Beispiele von Filmen, in denen der Nahostkonflikt thematisiert wird.

### Décryptage
Décryptage ist ein französischer Dokumentarfilm aus dem Jahre 2003 von Jacques Tarnero unter der Regie von Philippe Bensoussan. Der Film untersucht die Berichterstattung über den Nahostkonflikt in französischen Medien und kommt zum Schluss, dass die mediale Darstellung des israelisch-palästinensischen Konflikts in Frankreich konsequent gegen Israel gerichtet ist und für eine verschärfte antisemitische Stimmung verantwortlich gemacht werden könnte.

### Pallywood
Pallywood: According to Palestinian sources… ist der Titel eines 18-minütigen Dokumentarfilms von Richard Landes. Der Filmtitel ist ein Kofferwort aus Palästina und Hollywood, und der Film selbst dokumentiert eine Form der Berichterstattung, bei der Palästinenser mithilfe gestellter Szenen gewaltsame israelische Übergriffe auf die palästinensische Zivilbevölkerung vorgetäuscht haben sollen, um die Weltöffentlichkeit gegen Israel einzunehmen.

### Peace, Propaganda, and the Promised Land
Peace, Propaganda, and the Promised Land ist ein Dokumentarfilm aus dem Jahre 2004 von Sut Jhally und Bathsheba Ratzkoff. Der Film geht davon aus, dass der Einfluss von proisraelischen Medienbeobachtern wie CAMERA und HonestReporting zu verzerrten proisraelischen Berichten führt. Als Reaktion kritisiert die amerikanisch-jüdische Organisation JCRC, dass im Film der Einfluss der „zahlreichen propalästinensischen Medienbeobachter wie FAIR (Fairness & Accuracy in Reporting), die sich selbst als ‚nationalen Medienbeobachter‘ bezeichnet und deren Sprecher im Film eine prominente Rolle spielt“, nicht zur Sprache kommt. Das propalästinensische LiP Magazine bezeichnet den Film als „guten Ausgangspunkt zum Nachdenken über falsche Darstellung in den Medien des israelisch-palästinensischen Konflikts, mit einer nützlichen Analyse über Sprachverwendung zur Manipulation der öffentlichen Meinung“, stellt jedoch einen Mangel an „soliden Statistiken und Tatsachen zur Untermauerung einiger Pauschalaussagen“ fest. In einer Filmkritik in der New York Times schreibt Ned Martel, der Film „ignoriere zum größten Teil palästinensische Führungskräfte, die sicherlich eine Rolle in den gebrochenen Gelübden und gebrochenen Herzen im Konflikt gespielt haben. Und ein solcher Mangel an Objektivität schwächt die einseitige, kühn und detailliert vorgebrachte These des Films“.

## Weitere Kritikpunkte
Falscher Kompromiss
Siehe auch: falsches Dilemma und Werterelativismus
Falscher Kompromiss bezieht sich auf die Behauptung einiger Vertreter des israelischen wie auch des palästinensischen Standpunktes, dass ihre Seite des Konflikts moralisch im Recht und die andere Seite moralisch im Unrecht sei und dass deshalb Versuche zu einer ausgeglichenen Darstellung beider Standpunkte der falschen Ansicht Ausdruck geben, dass beide Seiten moralisch gleichwertig seien. Bret Stevens, ein Vertreter der israelischen Sichtweise, sagt dazu:

„Moralische Klarheit ist heutzutage ein Ausdruck mit nur wenig Anziehungskraft, ganz besonders unter Journalisten, die ‚Objektivität‘ und ‚Ausgeglichenheit‘ bevorzugen. Doch guter Journalismus ist mehr als die Unterscheidung zwischen Tatsachen und Meinungen oder Fairness. Guter Journalismus enthält die Fähigkeit zu feiner Analyse und Differenzierungen, und dies gilt für moralische wie für alle anderen Differenzierungen. Weil zu viele Journalisten heute keine moralischen Unterscheidungen mehr treffen, bleibt uns ein Journalismus übrig, dessen erzählerische und analytische Mängel immer eklatanter werden.“

Voreingenommenheit aufgrund struktureller geographischer Gegebenheiten
Dies bezieht sich auf die Behauptung einiger Vertreter des palästinensischen Standpunkts, dass westliche Medien Israel angeblich aus dem Grund bevorzugen, dass zahlreiche westliche Reporter und Korrespondenten aus Israel berichten.

## Internet und soziale Medien
Vereinigungen, Regierungsstellen und Einzelpersonen benutzen das Internet, Neue Medien und Soziale Medien in ihrem Bemühen zur Beeinflussung der öffentlichen Wahrnehmung im israelisch-palästinensischen Konflikt. Die Journalistin Megan Jacobs schrieb in der Jerusalem Post: „Der Krieg im Nahen Osten wird nicht nur zu Lande ausgetragen, sondern auch im Cyberspace.“ Während Webseiten mit palästinensischer bzw. israelischer Ausrichtung ihre jeweiligen Standpunkte vermitteln, werden hitzige Debatten über den Nahostkonflikt auf soziale Netzwerke und Applikationen mit User-generated content übertragen, wie beispielsweise Facebook, Google Earth, Twitter und Wikipedia. Gemäß einem Artikel der Associated Press benutzen Israelis und Palästinenser soziale Medien, um „rivalisierende Narrative“ zu veröffentlichen und um die Aufmerksamkeit auf das eigene Leiden zu richten, um internationale Sympathie und Unterstützung zu gewinnen. Gleichzeitig würden „Verzerrungen und Fehler augenblicklich in weltweitem Maßstab vergrößert.“

## Watchdog-Gruppen
Es folgt eine alphabetische Liste von Watchdog-Gruppen, welche die Wiedergabe des Nahostkonflikts in westlichen Medien überwachen. Während auf akademischer Ebene der Medieneffekt auf die öffentliche Meinung umstritten ist, halten Lobby-Organisationen den Einfluss der Medien für wesentlich zur Schaffung und Sicherung einer günstigen öffentlichen Wahrnehmung des Konflikts.
| Name                                                                | Offizielle Homepage               | Ausrichtung        |
| ------------------------------------------------------------------- | --------------------------------- | ------------------ |
| Accuracy in Media                                                   | https://www.aim.org/              | proisraelisch      |
| Arab Media Watch                                                    | https://www.arabmediawatch.com/   | propalästinensisch |
| Committee for Accuracy in Middle East Reporting in America (CAMERA) | http://www.camera.org/            | proisraelisch      |
| FAIR                                                                | http://www.fair.org/              | propalästinensisch |
| HonestReporting                                                     | http://www.honestreporting.com/   | proisraelisch      |
| Institute for Middle East Understanding                             | http://imeu.net/                  | propalästinensisch |
| Middle East Media Research Institute                                | http://www.memri.org/             | proisraelisch      |
| Palestine Media Watch                                               |                                   | propalästinensisch |
| Palestinian Media Watch                                             | https://www.palwatch.org/         | proisraelisch      |
| Washington Report on Middle East Affairs                            | http://www.washington-report.org/ | propalästinensisch |